# Bataille des Thermopyles (279 av. J.-C.)
Cet article concerne la bataille des Thermopyles de 279 av. J.-C. Pour les autres dates, voir Bataille des Thermopyles (homonymie).
Une des batailles déroulées à Thermopyles (Grèce) a lieu en 279 av. J.-C. entre des envahisseurs Gaulois, Galates (Γαλάτες) en grec, et une armée grecque formée d’Étoliens, de Béotiens, d’Athéniens et de Phocidiens. Les Gaulois, sous le commandement de Brennos (Brennus ou Brenn), remportent la victoire, avancent vers le sud pour piller l’oracle de Delphes mais, finalement, ils sont battus.

## Contexte historique
À partir du IVe siècle av. J.-C., des peuplades celtes originaires des Carpates, migrent vers la péninsule balkanique. Profitant de la confusion politique engendrée dans le Royaume de Macédoine par la mort soudaine et la succession d’Alexandre le Grand, des Gaulois de l’Illyrie et de Pannonie opèrent des incursions dans la péninsule grecque.
En 280 av. J.-C., une armée d’environ 85 000 guerriers marche vers le Sud, en direction de la Macédoine et de la Grèce centrale. Sous la direction de Cerethrius, 20 000 hommes s’attaquent aux Thraces et aux Triballes. Une autre division, sous le commandement de Brennos et d'Acichorius, avance contre les Péoniens, tandis qu'une troisième, conduite par Bolgios, se dirige contre les Macédoniens.
Bolgios inflige de lourdes pertes aux Macédoniens, dont le roi, Ptolémée Kéraunos, est capturé et décapité. Cependant, le contingent de Bolgios est repoussé par le stratège macédonien Sosthène. Satisfaits du butin récupéré, les contingents de Bolgios font demi-tour. Mais Brennos attaque Sosthène à son tour, sort victorieux et ravage le pays.
Au retour de ces expéditions, Brennos persuade les guerriers gaulois de s’unir afin d'organiser une troisième campagne contre la Grèce centrale, dirigée par lui-même et Acichorius.

## Bataille
Une coalition grecque à laquelle participent la Ligue étolienne, des Béotiens, des Athéniens, des Phocidiens et d'autres cités situées au nord de Corinthe, se positionne au défilé étroit de Thermopyles, sur la côte est de la Grèce centrale. Lors de l'assaut initial, les forces de Brennos subissent de lourdes pertes. Celui-ci décide alors d'envoyer une partie de ses troupes contre l'Étolie sous le commandement d'Acichorius.
Comme Brennos l'avait bien prévu, les Étoliens quittent Thermopyles pour défendre leurs foyers. A cette défense, qui adopte une tactique de guérilla, prennent part même les femmes et les personnes âgées. Les Gaulois détruisent la cité de Kallion, à la frontière entre l'Eurytanie et l'Étolie, mais la résistance de toute la population étolienne sur le site de Kokkalia porte un coup décisif aux Galates.
Selon Pausanias, seulement la moitié de ceux qui étaient partis pour l'Étolie en réchappent. Finalement, Brennos trouve un moyen de contourner le col des Thermopyles. Néanmoins, les Grecs s’échappent par la mer.

## Conséquences
Brennos poursuit sa route vers Delphes, où il est vaincu et contraint à battre en retraite. Blessé au combat, il décide à se donner la mort. Son armée se replie sur la rivière Sperchios, où elle est mise en déroute par les Thessaliens.
Certains des survivants de la campagne de Grèce, dirigés par Comontoris, s’installent en Thrace, fondant la cité-État de Tyle. Une autre partie se dirige vers l’Asie Mineure. Cette migration est favorisée par le roi Nicomède de Bithynie. Ils finissent par s’installer dans la région nommée d'après eux « Galatie ». La Galatie constituera une des provinces romaines (Galatia). C’est à ses habitants que Paul de Tarse adresse son « Épître aux Galates ».